# Адриан Тео
Адриа̀н Тео̀ (на френски: Adrien Théaux) е френски състезател по ски алпийски дисциплини.
Има победа за Световната купа, участия на 3 световни първенства и зимна олимпиада. Шампион на Франция в супергигантския слалом през 2007, 2009, 2010 и 2011 и в спускането през 2010 година.

## Световна купа
Дебютира за Световната купа в края на сезон 2003/04. Първото си място сред първите 3 печели на 4 декември 2010 г., когато заема второто място в супергигантския слалом в Бийвър Крийк (САЩ). Печели и 3-то място в спускането в Кицбюел (Австрия) на пистата Щрайф на 22 януари 2011 г. Първата си победа печели в спускането в Ленцерхайде (Швейцария) на 16 март 2011 г. През сезон 2011/12 завършва 3-ти в супергигантския слалом в Лейк Луис, Канада, 3-ти в спускането в Сочи, Русия и 2-ри в супергигантския слалом в Кранс-Монтана, Швейцария.

## Световни първенства
Участва в 3 световни първенства – в Оре (2007), Вал д'Изер (2009) и Гармиш-Партенкирхен (2011). Завършва на 5-о място в спускането във Вал д'Изер и 10-о в супергигантския слалом в Гармиш-Партенкирхен. Има още 3 места сред първите 30 от първенствата в Оре и Вал д'Изер.

## Зимни олимпийски игри
Участва в Зимните олимпийски игри във Ванкувър през 2010 г. в дисциплините спускане, супергигантски слалом и суперкомбинация, в които се класира съответно на 16-о, 13-о и 12-о място.